# 莲花山黄耆
莲花山黄耆（学名：Astragalus moellendorffii var. kansuensis）为豆科黄耆属下的一个变种。

## 扩展阅读
- 維基物種上的相關：莲花山黄耆